# Tournée dei Beatles in America nel 1964 2
La tournée dei Beatles in America nel 1964 2 è stata la continuazione del terzo tour del gruppo inglese, ovvero 1964 US Tour, svoltosi in USA e in Canada, conseguente al successo del precedente nella medesima area, conclusosi un mese prima.
Si svolse nel settembre del 1964. Organizzato da Terry Melcher, fu stressante per il gruppo, e richiese un notevole sforzo logistico da parte delle autorità locali per evitare eventuali problemi causati dai fans. La tournée fu protagonista di numerosi incidenti e scatenò diverse problematiche soprattutto a causa degli isterismi degli ammiratori, nel pieno della Beatlemania.
Tra il 24 dicembre 1964 e il 16 gennaio 1965 i Beatles rimasero occupati nei cosiddetti Beatles' 1964-1965 Christmas Shows a Londra, gli ultimi intrapresi da loro.

## Problematiche

### Fanatismo e incidenti
L'isteria collettiva che accompagnava il gruppo fu oggetto dell'interesse di numerosi psicologi statunitensi, alcuni dei quali si espressero pubblicamente in favore dell'interruzione della tournée.
Le varie tappe furono inoltre costellate da numerosi incidenti. Durante il passaggio a Montréal, Ringo Starr ricevette minacce di morte, dato che alcuni estremisti di destra pensavano avesse origini ebraiche, il ché era falso. Le misure di sicurezza vennero quindi rinforzate, e successivamente Starr confessò che quella fu una delle rare volte in cui durante una tournée ebbe veramente paura. A Cleveland, una barriera cedette e la polizia fu costretta ad interrompere il concerto, mentre nella tappa di New Orleans i fan invasero il prato e si lanciarono contro la polizia per cercare di toccare un Beatle; nello stesso concerto la folla era talmente eccitata che il gruppo dovette abbandonare brevemente il palco affinché potesse ristabilirsi un po' di calma.

### La questione politica
Le polemiche riguardanti la politica si scatenarono quando i Beatles si dichiararono contrari alla Guerra del Vietnam e alla segregazione razziale, pratica ancora in uso a quel tempo in certe zone degli USA. Al Gator Bowl di Jacksonville, l'11 settembre, la band minacciò di non suonare se il pubblico si fosse diviso per razze: quello fu così il primo concerto in Florida senza divisione etnica per il gruppo.
Lo stesso Paul McCarney, nel corso delle proteste di Black Lives Matter, ha ricordato in un post apparso sul suo account ufficiale di Twitter nel 2020:
(Paul McCartney)

### L'aumento della beatlemania

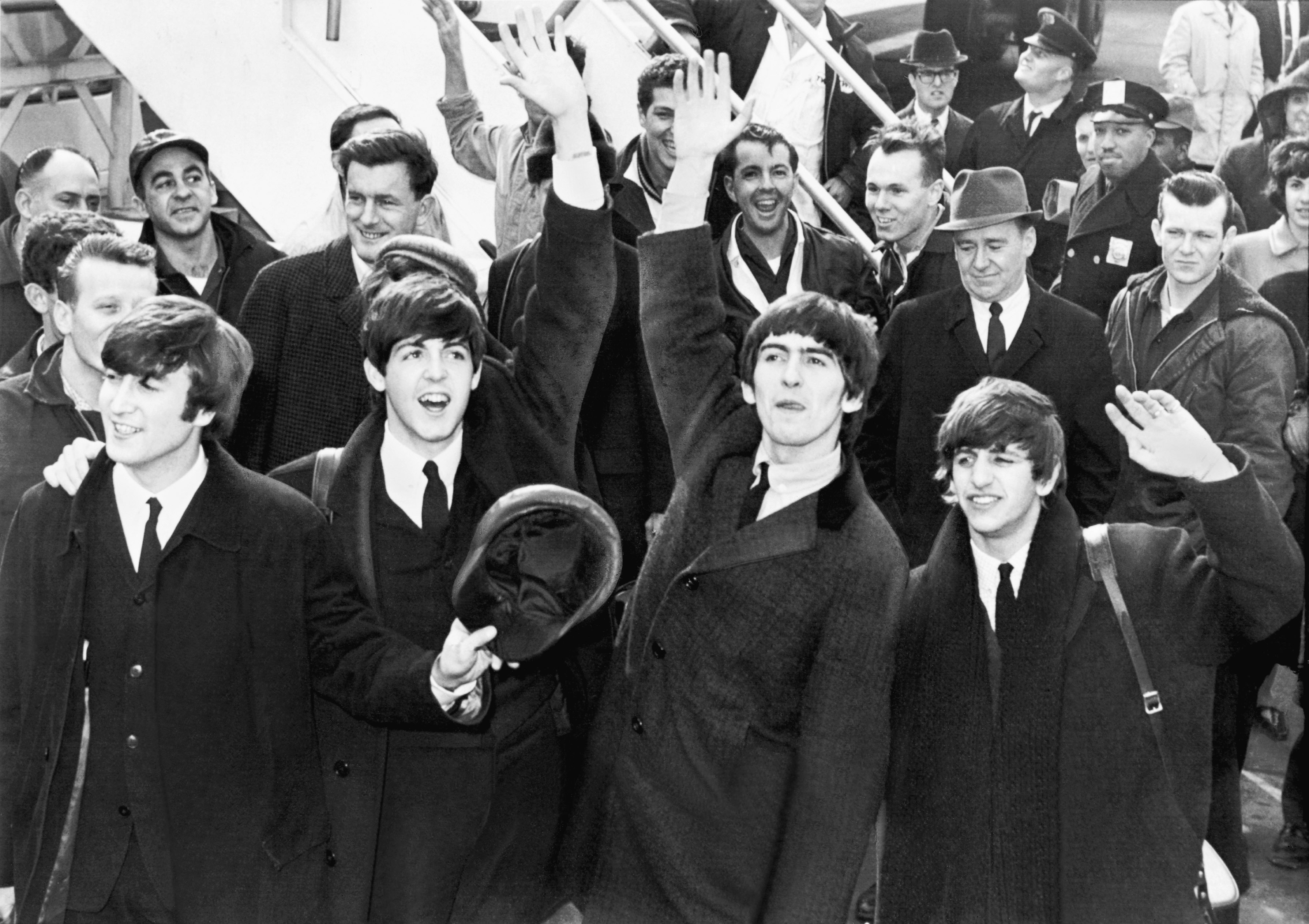
L'arrivo dei Beatles all'aeroporto JFK, 7 febbraio 1964.

La prima conferenza stampa si svolse in un clima caotico, causato perlopiù dai giornalisti, avversi al loro stile musicale.
In contrasto con il successo di pubblico ottenuto, la stampa newyorchese pubblicò articoli sarcastici su quanto affermato dalla band. Preoccupato da questa accoglienza al limite dell'offensivo, Brian Epstein fu ad un passo dall'annullare le successive due conferenze stampa programmate.
Tuttavia queste critiche non impedirono alla band di avere successo: il 10 settembre 1964, la Capitol consegna al gruppo due dischi d'oro, per I Want to Hold Your Hand  e Can't Buy Me Love; La Beatlemania si affermò così anche negli Stati Uniti, e la band conquistò il pubblico di New York. I Beatles, costretti a restare per tutto il tempo nelle loro stanze, dovettero anche subire l'obbligo di contattare la polizia per qualunque uscita, per questioni di sicurezza.

## Programma e scaletta
Ecco il programma-tipo interpretato in questa tournée. 
1. Twist and Shout
2. You Can't Do That
3. All My Loving
4. She Loves You
5. Things We Said Today
6. Roll Over Beethoven (Chuck Berry)
7. Can't Buy Me Love
8. If I Fell
9. I Want to Hold Your Hand
10. Boys (The Shirelles)
11. A Hard Day's Night
12. Long Tall Sally (Little Richard)

## Tappe
| N° | Data              | Città                     | Luogo                            | Spettatori |
| -- | ----------------- | ------------------------- | -------------------------------- | ---------- |
| 1  | 3 settembre 1964  | Indianapolis, Stati Uniti | Indianapolis Arena               | 1 000      |
| 2  | 4 settembre 1964  | Milwaukee, Stati Uniti    | Milwaukee Arena                  | 1 000      |
| 3  | 5 settembre 1964  | Chicago, Stati Uniti      | International Amphitheatre       | 19 000     |
| 4  | 6 settembre 1964  | Detroit, Stati Uniti      | Olympia Stadium                  | 15 000     |
| 5  | 7 settembre 1964  | Toronto, Canada           | Maple Leaf Gardens               | 35 522     |
| 6  | 8 settembre 1964  | Montréal, Canada          | Forum de Montréal                | 21 000     |
| 7  | 11 settembre 1964 | Jacksonville, Stati Uniti | Gator Bowl Stadium               | 23 000     |
| 8  | 12 settembre 1964 | Boston, Stati Uniti       | Boston Garden                    | 13 909     |
| 9  | 14 settembre 1964 | Kansas City, Stati Uniti  | Civic Arena                      | 12 603     |
| 10 | 15 settembre 1964 | Cleveland, Stati Uniti    | Public Auditorium                | 12 000     |
| 11 | 18 settembre 1964 | Dallas, Stati Uniti       | Kayley Bay Hutchinson Convention | 12 000     |
| 12 | 20 settembre 1964 | New York, Stati Uniti     | Paramount Theater                | 12 000     |

## Formazione
- John Lennon - voce, chitarra
- Paul McCartney - voce, basso
- George Harrison - voce, chitarra
- Ringo Starr - voce, batteria

### Staff
- Brian Epstein - manager
- Terry Melcher - manager